# 第51屆柏林影展
第51屆柏林影展（德語：51. Internationale Filmfestspiele Berlin）於2001年2月7日至2月18日於德國柏林舉辦，開幕片為法國導演尚-賈克·阿諾執導的《大敵當前》，閉幕片則是美國導演史丹利·庫柏力克於1968年的科幻經典《2001太空漫遊》70mm修復版本。
本屆最高榮譽金熊獎頒給了法國導演巴提斯·謝侯執導的英-法合作片《親密關係》。

## 評審團
- 比爾·麥可尼可（英语：Bill Mechanic）：電影製片。（評審團主席）
- 賈桂琳·貝茜：演員。
- 迪亞哥·嘎朗（西班牙语：Diego Galán）：電影導演與影評。
- 平野共余子：電影學者。
- 法提·阿金：電影導演。
- 達里歐·阿基多（義大利語：Dario Argento）：電影導演。
- 謝飛：電影導演。
- 海科特·巴班克（葡萄牙語：Héctor Babenco）：電影導演與演員。
- 多米尼克·布隆（法语：Dominique Blanc）：電影演員。

## 官方單元

### 競賽片
| 片名               | 原文片名                 | 導演                  | 出品國                   |
| ------------------ | ------------------------ | --------------------- | ------------------------ |
| 《他的秘密生活》   | Le fate Ignoranti        | 佛森·歐茲派特         | 法國、 義大利            |
| 《十七歲的單車》   | 《十七歲的單車》         | 王小帥                | 中国、 臺灣、 法國       |
| 《魔沼》           | La Ciénaga               | 露柯希亞·馬泰         | 阿根廷、 法國、 西班牙   |
| 《濃情巧克力》     | Chocolat                 | 萊思·霍斯壯           | 美国、 英国              |
| 《菲力斯與羅拉》   | Félix et Lola            | 巴提斯·勒貢特         | 法國                     |
| 《愛你愛我》       | 《愛你愛我》             | 林正盛                | 臺灣、 法國              |
| 《心靈訪客》       | Finding Forrester        | 葛斯·范·桑            | 美国                     |
| 《親密關係》       | Intimacy                 | 巴提斯·謝侯           | 英国、 法國              |
| 《狗神 INUGAMI》   | 狗神 INUGAMI             | 原田真人              | 日本                     |
| 《王牌電視秀》     | Bamboozled               | 史派克·李             | 美国                     |
| 《戀愛學分保證班》 | Italiensk for begyndere  | 瓏·薛爾菲格           | 丹麦、 瑞典              |
| 《共同警戒區》     | 공동경비구역 JSA         | 朴贊郁                |                          |
| 《睡蓮》           | クロエ                   | 利重剛                | 日本                     |
| 《小塞內加爾》     | Little Senegal           | 雷契·鮑查瑞           | 阿尔及利亚、 法國、 德国 |
| 《少女天堂》       | À ma soeur!              | 凱特琳·布蕾亞         | 法國                     |
| 《甜蜜的家》       | Σπίτι μου, σπιτάκι μου   | 菲利普斯·提斯托斯     | 希腊、 德国              |
| 《致命交易》       | The Claim                | 麥克·溫特波頓         | 英国、 法國、 加拿大     |
| 《驚爆危機》       | The Tailor of Panama     | 約翰·鮑曼             | 美国、 爱尔兰            |
| 《天人交戰》       | Traffic                  | 史蒂芬·索德柏         | 美国                     |
| 《韋澤》           | Weiser                   | 沃依切赫·馬爾切夫斯基 | 波蘭、 瑞士、 德国       |
| 《心靈病房》       | Wit                      | 麥克·尼可斯           | 英国、 美国              |
| 《你就是那一個》   | Una historia de entonces | 荷西·路易斯·加里西    | 西班牙                   |
| 《真愛伴我行》     | Malèna                   | 朱賽貝·托納多雷       | 義大利                   |

## 得獎名單
- 金熊獎：《親密關係（英语：Intimacy (film)）》 - 巴提斯·謝侯
- 評審團大獎銀熊獎：《十七歲的單車》 - 王小帥
- 最佳導演銀熊獎：林正盛 - 愛你愛我
- 最佳女演員銀熊獎：凱莉·福克斯（英语：Kerry Fox） - 《親密關係（英语：Intimacy (film)）》
- 最佳男演員銀熊獎：班尼西奧·狄·托羅 - 《天人交戰》
- 最佳女新演員白雪香檳獎：李心潔 - 愛你愛我
- 最佳男新演員白雪香檳獎：崔林- 《十七歲的單車》、李濱 - 《十七歲的單車》
- 傑出藝術貢獻銀熊獎（攝影）：魯爾·佩瑞茲·庫伯羅 - 《你就是那一個（西班牙语：You're the One (una historia de entonces)）》
- 評審團獎：《戀愛學分保證班（丹麥語：Italiensk for begyndere）》 - 瓏·薛爾菲格
- 亞佛雷德鮑爾獎：《魔沼（西班牙语：La Ciénaga (película)）》 - 露柯希亞·馬泰
- 費比西國際影評人獎：《戀愛學分保證班（丹麥語：Italiensk for begyndere）》 - 瓏·薛爾菲格